# تطوير مهني

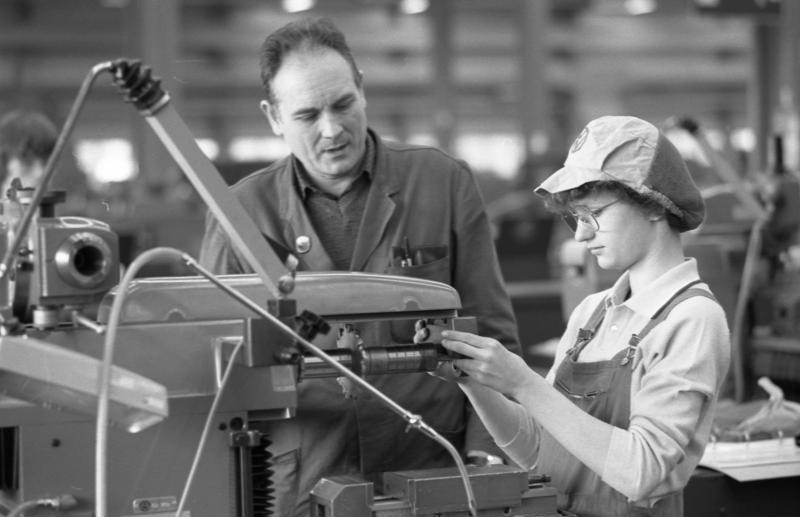
صورة من إحدى المعامل

التطور المهني هو تعلم لاكتساب أو الحفاظ على أوراق اعتماد مهنية مثل الشهادات الأكاديمية لدورات دراسية رسمية والمؤتمرات وفرص التعلم غير الرسمية التي تقع في الممارسة العملية. وقد وصفت بأنها دمج مرحلة التقييم بطريقة مثالية، ومكثفة، وتعاونية. وهناك مجموعة متنوعة من نهج التطوير المهني، بما في ذلك التشاور، والتدريب، ومجتمعات الممارسة، وتعلم الدرس، والتوجيه، والإشراف العاكس والمساعدة التقنية.

## التاريخ
تقوم جامعة الإدارة والتكنولوجيا باستخدام عبارة «التطوير المهني» من عام 1857 فصاعدا.
تدريب موظفي المدارس في الولايات المتحدة، «استدعى الحاجة إلى التطوير المهني [...] واصبح مستخدم بشكل رسمي في عام 1960».

## المشاركون
تشارك طائفة واسعة من الناس، مثل المدرسين وضباط الصف والمهنيين العاملين في مجال الرعاية الصحية والمحامين والمحاسبين والمهندسين في التطوير المهني. يمكن للأفراد المشاركة في التطوير المهني بسبب الاهتمام بالتعلم مدى الحياة، والشعور بالتزام أخلاقي، والحفاظ على الكفاءة المهنية وتحسينها، وتعزيز التقدم الوظيفي، لمواكبة التكنولوجيا والممارسات الجديدة، أو الامتثال للمتطلبات التنظيمية المهنية. العديد من الولايات الأمريكية لديها متطلبات التطوير المهني لمعلمي المدارس. على سبيل المثال، يجب على معلمي أركنساس استكمال 60 ساعة من أنشطة التطوير المهني الموثقة سنويا. يتم تسمية اعتمادات التطوير المهني بشكل مختلف من دولة إلى أخرى. على سبيل المثال، يطلب من المعلمين في إنديانا أن يكسبوا 90 وحدة تجديد مستمرة في السنة؛ في ماساتشوستس، يحتاج المعلمون إلى 150 نقطة تنمية مهنية، وفي جورجيا يجب أن يحصلوا على 10 وحدات تعليمية محترفة. يجب على الممرضين الأميركيين والكنديين، وكذلك الممرضين في المملكة المتحدة، المشاركة في التطوير المهني الرسمي وغير الرسمي (الحصول على وحدات التعليم المستمر، أو CEUs) من أجل الحفاظ على التسجيل المهني.

## الأهداف
بمعنى واسع، قد تشمل التنمية المهنية أنواعا رسمية من التعليم المهني، وعادة ما تكون مرحلة ما بعد الثانوية أو التدريب التقني المتعدد، مما يؤدي إلى التأهيل أو الاعتماد اللازم للحصول على العمل أو الاحتفاظ به. وقد تأتي التنمية المهنية أيضا في شكل برامج تطوير مهني قبل الخدمة أو أثناء الخدمة. وقد تكون هذه البرامج رسمية أو غير رسمية أو جماعية أو فردية. يمكن للأفراد متابعة التطوير المهني بشكل مستقل، أو يمكن أن تقدم البرامج من قبل إدارات الموارد البشرية. التطوير المهني في الوظيفة يساعد على تطوير أو تعزيز المهارات العملية، التي يشار إليها أحيانا بمهارات القيادة، فضلا عن المهارات المهامية. بعض الأمثلة للمهارات العملية هي «مهارات الفعالية»، «مهارات فريق العمل»، و «مهارات التفكير في النظم».
فرص التنمية المهنية يمكن أن تتراوح من ورشة عمل واحدة إلى دورة دراسية لمدة فصل دراسي طويل، إلى الخدمات التي تقدمها مجموعة من مختلف مقدمي التنمية المهنية وتتفاوت على نطاق واسع فيما يتعلق بفلسفة ومحتوى وشكل التجارب التعليمية. ومن الأمثلة على نهج التنمية المهنية ما يلي:
- طريقة دراسة الحالة: أسلوب الدراسة هو منهج تعليمي يتمثل في عرض الطلاب على حالة، ووضعهم في دور صانع القرار الذي يواجه مشكلة (هاموند 1976).
- الشهادة - لتقييم المهنية وتقييم الكفاءات المختلفة على أساس مجموعة معينة من المعايير المطلوبة في القطاع المستخدم. (على سبيل المثال، في مهنة التدريس هناك شهادة يقدمها مركز اعتماد المعلمين (CENTA) الذي يهدف إلى الاعتراف بالمعلمين المتميزين).
- التشاور - لمساعدة فرد أو مجموعة من الأفراد لتوضيح ومعالجة المخاوف الفورية من خلال اتباع عملية منهجية لحل المشاكل.
- التدريب - لتعزيز كفاءات الشخص في مجال مهارة محددة من خلال توفير عملية المراقبة، والتفكير، والعمل.
- مجتمعات الممارسة - لتحسين الممارسة المهنية من خلال الانخراط في الاستفسار المشترك والتعلم مع الناس الذين لديهم هدف مشترك.
- تعلم الدرس - لحل المعضلات العملية المتعلقة بالتدخل أو التعليم من خلال المشاركة مع المهنيين الآخرين في دراسة منهجية الممارسة.
- التوجيه - تعزيز وعي الفرد وصقل تطوره المهني من خلال توفير وتوصية الفرص المنظمة للتفكير والمراقبة.
- الإشراف العاكس - لدعم وتطوير وتقييم أداء الموظفين في نهاية المطاف من خلال عملية تحقيق تشجع فهمهم وتوضيح الأساس المنطقي لممارساتهم الخاصة.
- المساعدة التقنية - لمساعدة الأفراد ومنظماتهم على التحسن من خلال توفير الموارد والمعلومات، ودعم التواصل وتغيير الجهود.

## التطوير المبدئي
تعرف التنمية المهنية الأولية (IPD) بأنها «فترة تطور يكتسب الفرد خلالها مستوى من الكفاءة اللازمة للعمل بمهنية مستقلة». ويمكن للجمعيات المهنية أن تعترف بالاجتياز الناجح لـ (IPD) بمنح الصفة القانونية أو ما يشابه ذلك. ومن الأمثلة على الهيئات المهنية التي تتطلب (IPD) قبل منح الصفة المهنية معهد الرياضيات وتطبيقاتها، ومؤسسة المهندسين الإنشائيين، ومؤسسة السلامة والصحة المهنيتين.

## التطوير المستمر
التطوير المهني المستمر (CPD) أو التعليم المهني المستمر (CPE) هو التعليم المستمر للحفاظ على المعرفة والمهارات. معظم المهن لديها التزامات (CPD). ومن الأمثلة على ذلك المعهد الملكي للمساحين القانونيين، والأكاديمية الأمريكية للإدارة المالية، ومهنيي السلامة بالمعهد الدولي لإدارة المخاطر والسلامة (IIRSM) أو مؤسسة السلامة والصحة المهنيتين (IOSH)، والمهنيين الطبيين والقانونيين الذين يخضعون للتعليم الطبي المستمر أو متطلبات التعليم القانوني المستمر التي تختلف حسب الاختصاص.